# Campus Town (métro d'Incheon)
Campus Town (hangeul : 캠퍼스타운 ; hanja : 大学成) est une station de passage de la ligne 1 du métro d'Incheon. Elle est située au 66 Gukje-daero, quartier Songdo 1-dong dans l'arrondissement Yeonsu-gu de la ville d'Incheon, à l'ouest de Séoul, en Corée du Sud.
Ouverte en 2009, la station est desservie par les rames qui circulent sur la ligne 1 du métro d'Incheon qui fait partie du régime tarifaire du réseau du métro de Séoul.

## Situation sur le réseau

Plan du réseau du métro de Séoul (2023)

La station souterraine Campus Town est une station de passage de la ligne 1 du métro d'Incheon : elle est située entre la station Dongmak, en direction du terminus nord Gyeyang, et la station Technopark, en direction du terminus sud Songdo Moonlight Festival Park.

## Histoire
La station Campus Town est mise en service le 1er juin 2009, lors de l'ouverture à l'exploitation de la section, de Dongmak à  Quartier d'affaires international.
Avant 2010, le métro d'Icheon disposait de son propre système de billetterie, depuis il est intégré dans le système du métro de Séoul. Cette fusion est aussi visible sur les plans du métro de Séoul qui incluent maintenant le métro d'Incheon.

## Services aux voyageurs

### Accès et accueil
La station souterraine est située au 66 Gukje-daero, quartier Songdo 1-dong. Elle dispose de quatre bouches, numérotées de 1 à 4, situées de part et d'autre de la Gyeongwon-daero et le long de la Haedoji-ro. Comme toutes les stations de la ligne, elle dispose d'une billetterie équipée d'automates pour l'achat de titres de transport valables sur l'ensemble du réseau du métro de Séoul.

Installations
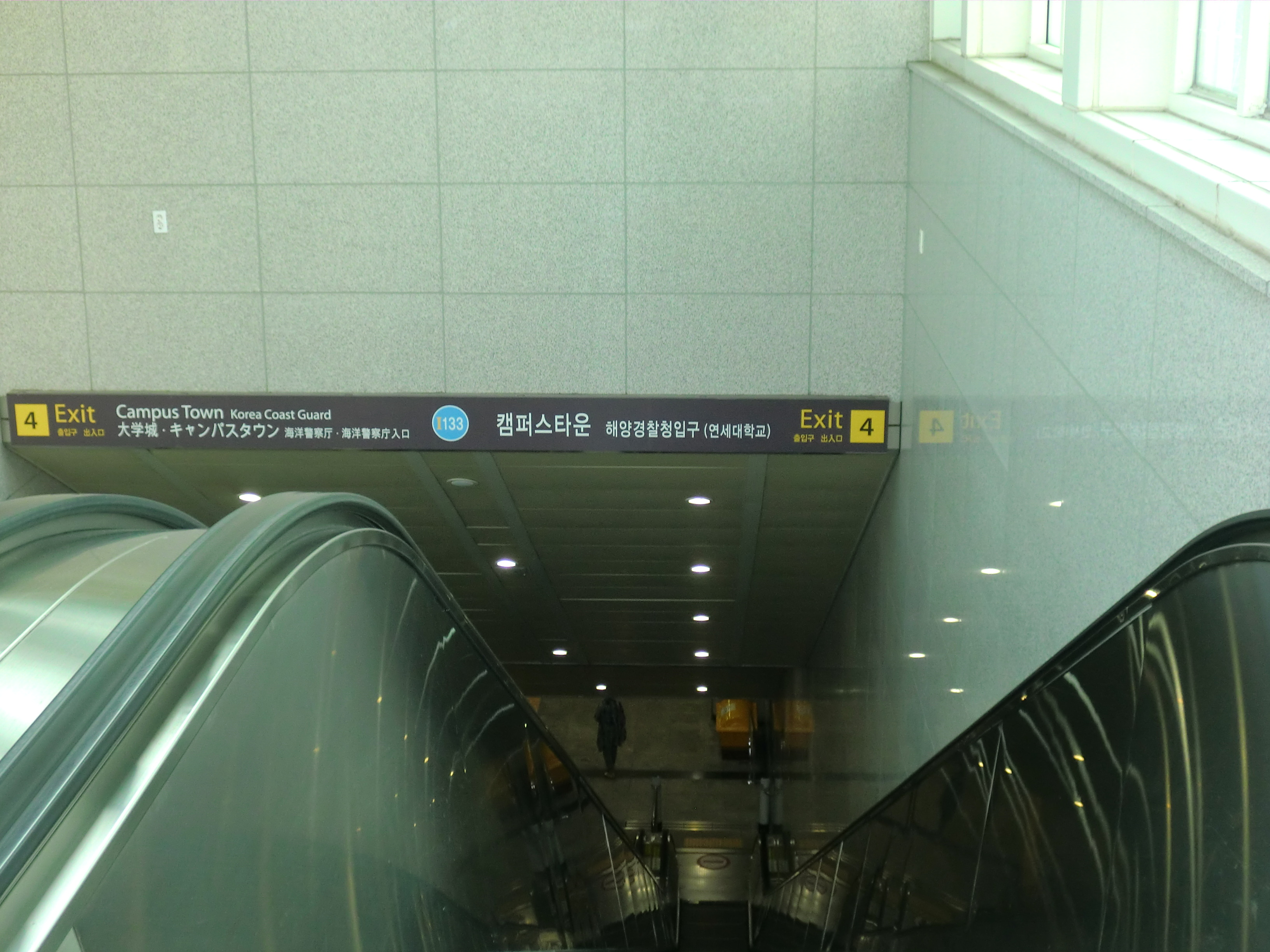
En 2014.
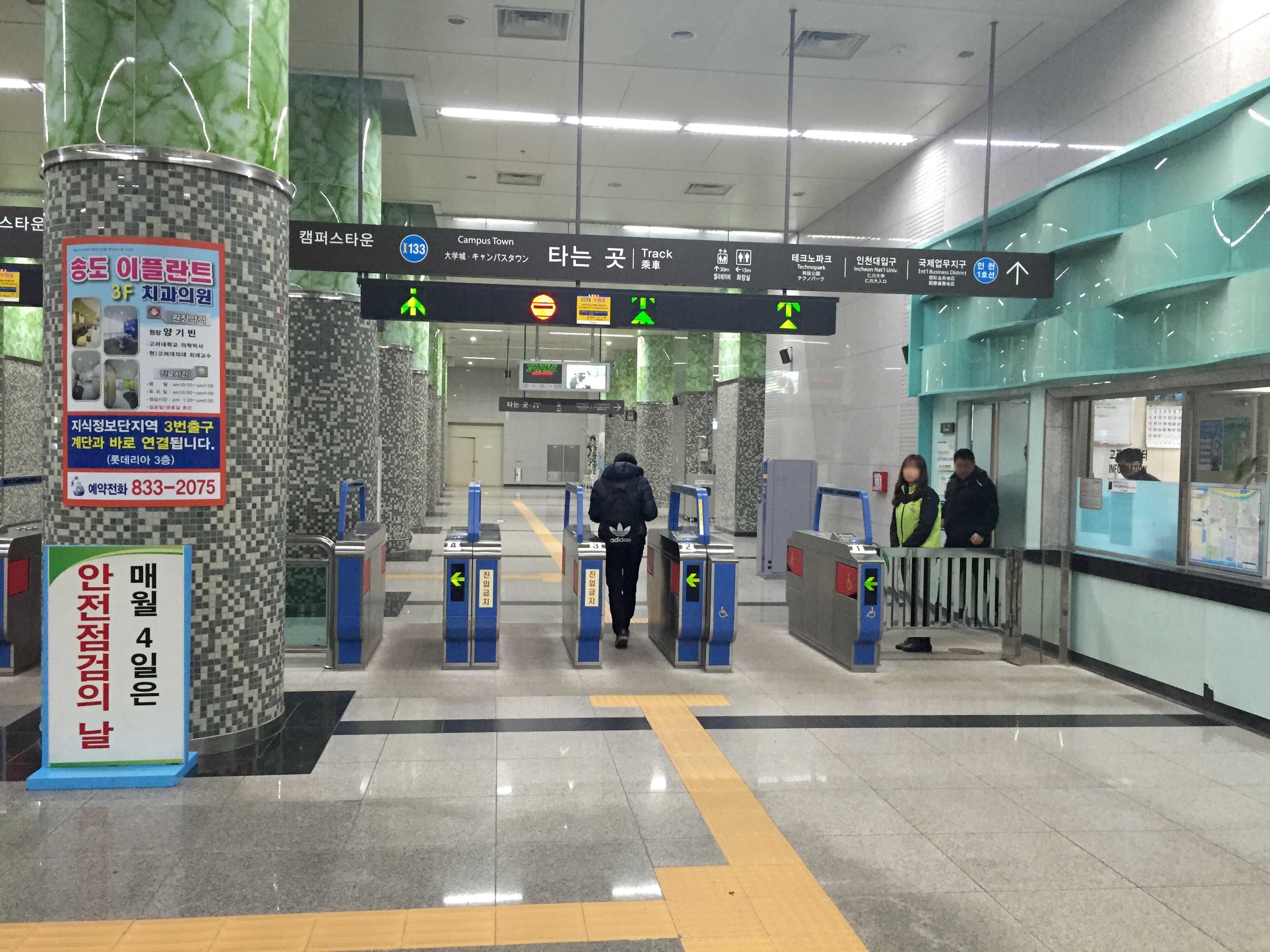
En 2015.
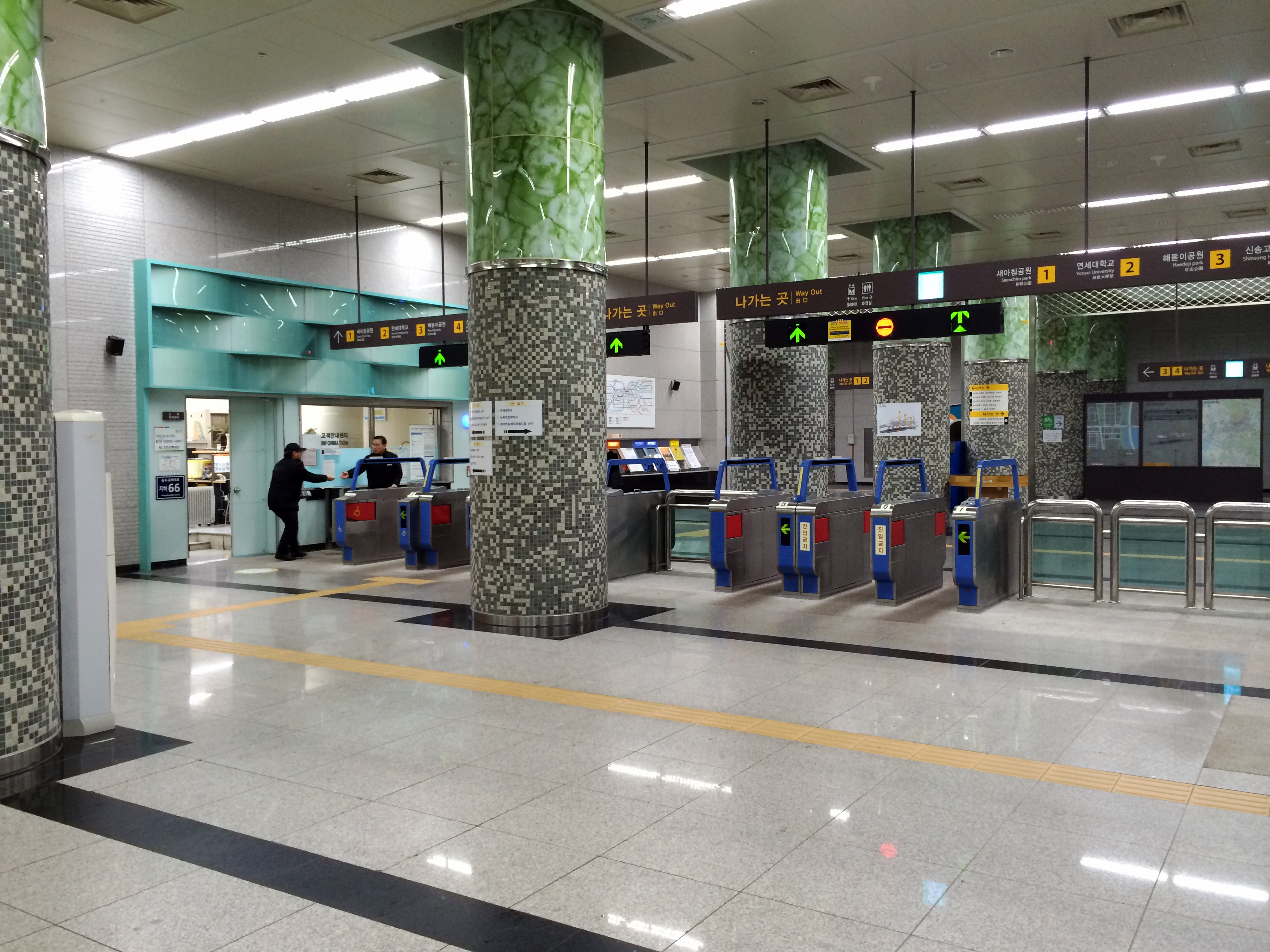
En 2013.

### Desserte
Campus Town est desservie par les rames omnibus qui circulent sur la ligne 1 du métro d'incheon. Elle dispose de deux voies desservant un quai central équipé de portes palières.

Installations
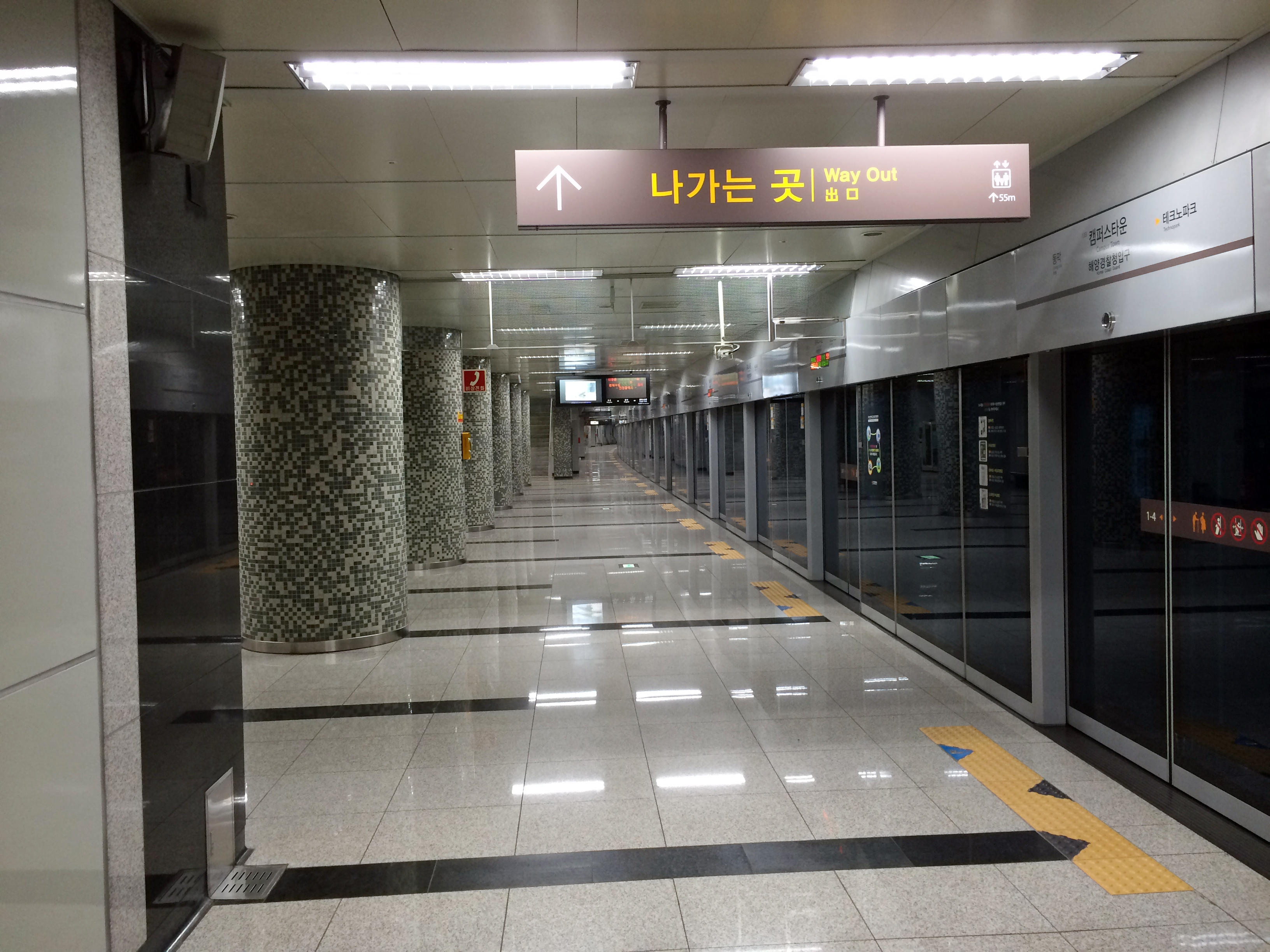
En 2013.
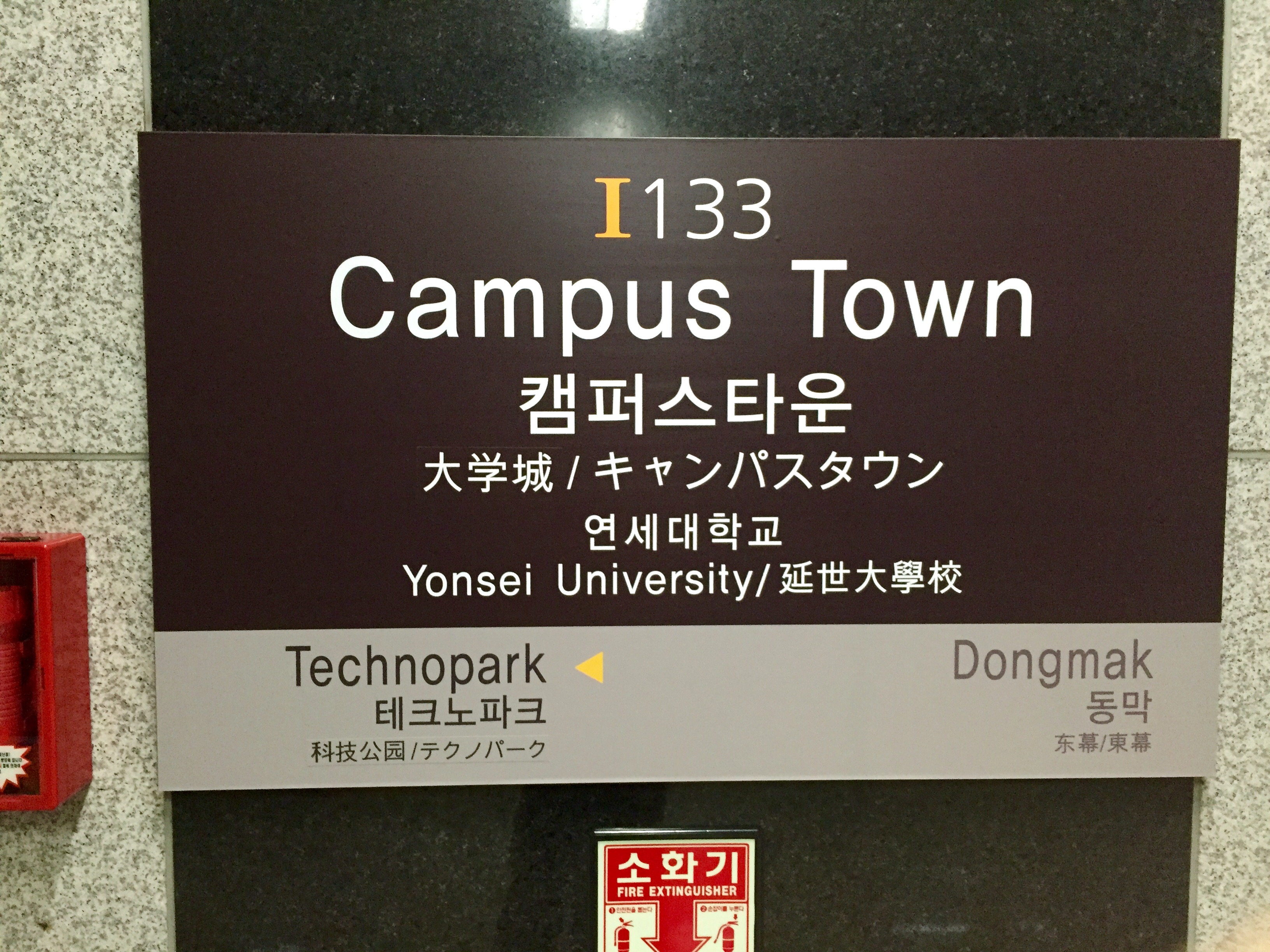
En 2015.
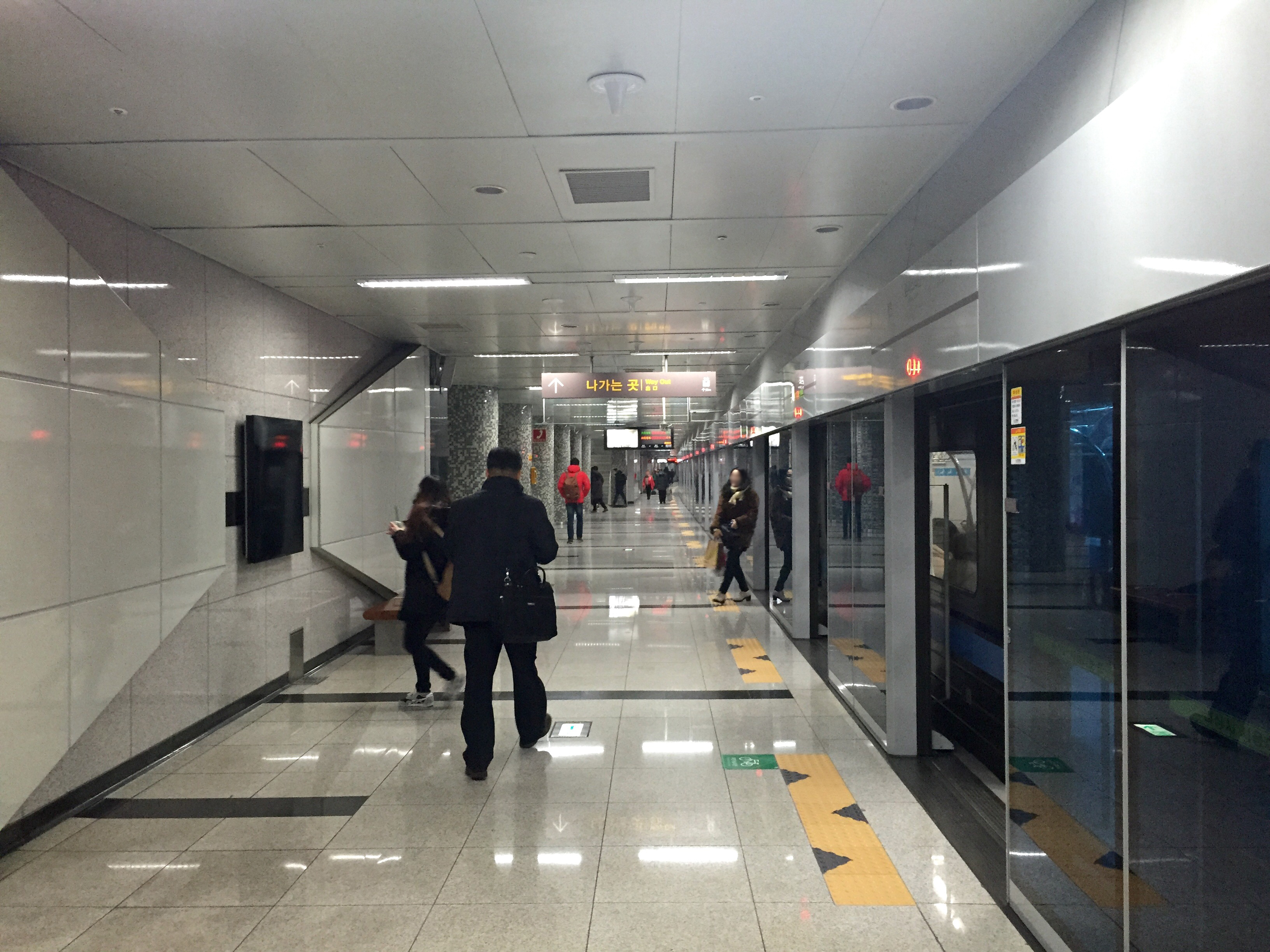
En 2015.

### Intermodalité
Des arrêts de bus sont établis à proximité des bouches de la station.